# Anoplodactylus pharus
Anoplodactylus pharus is een zeespin uit de familie Phoxichilidiidae. De soort behoort tot het geslacht Anoplodactylus. Anoplodactylus pharus werd in 1975 voor het eerst wetenschappelijk beschreven door Stock. 